# دقيقة بمليون
دقيقة بمليون برنامج مسابقات واسئلة المعلومات العامة. هو النسخة العربية المستوحاة من البرنامج الأمريكي "Million Dollar Minute".
عرض اسبوعيا على قناة أبو ظبي الأولى ما بين 13 كانون الأول 2013 و6 أيار 2014، تولى تقديمه الممثل الأردني إياد نصار. الجائزة المقدمة بلغ قدرها 1.000.000 درهم إماراتي. وقامت بتنفيذه وإنتاجه شركة آي ماجيك في استوديوهاتها في بيروت.

## فكرة البرنامج
على المتسابق الإجابة على عشرة اسئلة، ضمن مدة زمنية وجيزة قدرها دقيقة واحدة فقط من أجل الحفاظ على الجائزة المقدمة وهي مليون درهم والحصول عليه في النهاية. بعد طرح السؤال، دون خيارات، يبدأ العد العسكي للدقيقة.
إذا المتسابق يعلم الإجابة، عليه إيقاف العداد عبر الضغط على زر موجود بجانبه وإعطاء جوابه. كلما تأخر في الإجابة قلت الجائزة الكبرى الذي سيحصل عليه في الختام. بحال عدم معرفة الجواب أو الشك أمام المشترك ثلاث مساعدات هي:
- شراء الإجابة: المتسابق يشتري إجابة السؤال مقابل نصف الرصيد الموجود لديه؛
- شراء خيارات: المتسابق يشتري ثلاث خيارات للسؤال مقابل ثلث الرصيد الموجود لديه؛
- شراء وقت إضافي: يشتري المتسابق عشرة ثوان إضافية قبل انتهاء الوقت الأصلي وذلك مقابل نصف الرصيد الموجود لديه.

إعطاء أي جواب خطأ يخرج المتسابق من اللعبة، كما لا يمكنه الانسحاب من البرنامج متى شاء، عليه إكمال المشوار حتى النهاية.
قبل بداية تسجيل الحلقة، يتم إدخال المتسابق إلى «غرفة الدراسة» التي تحتوي على العديد من الكتب والمراجع العلمية والثقافية من أجل التحضير وزيادة معلوماته العامة.
شخص واحد أستطاع الحفاظ على المبلغ والفوز بالمليون، هو اللبناني وائل بعيني بتاريخ 04 آذار 2014، وتبقى لديه 29.3 ثوان من أصل الـ60 ثانية المخصصة للإجابات.